# Justian Söhne
Johannes Justian Söhne (* 12. März 1759 in Sachsenhausen; † 19. November 1833 ebenda) war ein deutscher Landwirt, Bürgermeister und Politiker.

## Leben
Söhne war der Sohn von Johann George Heinrich Söhne (getauft 25. Mai 1733 in Sachsenhausen; † 23. Januar 1778 ebenda) und dessen Ehefrau Catharina Margaretha geborene Zimmermann (* 9. Oktober 1732 in Sachsenhausen; † 3. August 1794 ebenda). Er war evangelisch und heiratete am 2. Mai 1781 in Sachsenhausen Johanna (genannt Anna) Margretha Meister (* 15. April 1755 in Sachsenhausen; † 15. November 1815 ebenda), die Tochter des Daniel Wilhelm Meister und der Johanna Maria Magdalena Kann.
Söhne lebte als Landwirt in Sachsenhausen. Dort war er bis 1823 Pfennigmeister und von Herbst 1823 bis Herbst 1824 Bürgermeister. Als solcher war er vom 4. Oktober 1823 bis (Herbst) 1824 Mitglied des Landstandes des Fürstentums Waldeck.